# Royal Extra Stout
Royal Extra Stout (також відомий як The Lion Stout, «левовий стаут») — закордонний стаут з вмістом алкоголю 6,6 %, що виробляється у Тринідаді і Тобаго броварнею Carib Brewery. 
Сорт успадкований виробником від придбаної ним у 1950-х роках іншої тринідадської броварні Walters.

## Характеристика
Темно-коричневий, майже чорний стаут з традиційним для цього типу пива солодкуватим насиченим смаком та ледь помітною хмельовою гіркотою.
До складу напою входять світлий солод, смажений солод, хміль, карамель. Нехарактерні для інших типів пива інгредієнти (смажений при високих температурах ячмінний солод та карамель) надають напою його смакові особливості — відповідно суху, несхожу на хмільову, гіркоту та солодкість.